# Giurgiuț
Giurgiuț (románul: Giurgiuț) település Romániában, Erdélyben, Fehér megyében. Közigazgatásilag Arada községhez tartozik.

## Fekvése
Arada (Horea) közelében fekvő település.

## Története
Giurgiuţ a környező dombokon és völgyekben szétszórtan fekvő település. 1956 előtt Horea része volt. Különvált tőle Buteşti és Zânzeşti település. 1956-ban 177 lakosa volt. 1966-ban 220, 1977-ben 190, az 1992-es népszámláláskor pedig 104 román lakosa volt.